# イドリース1世勲章
イドリース1世勲章(イドリースいっせいくんしょう)は、リビア王国の勲章。リビア王国最初で最後の国王、イドリース1世によって1947年に制定された。 
イドリース1世勲章には頸章と大綬章の二種類があった。頸章は国王及び州政府長官に与えられ、大綬章は王子・王女を始めとする王族及び州政府長官の配偶者に与えられた。
リビア王国崩壊後はリビア共和国勲章に引き継がれた。